# 鄧文來
鄧文來（1931年2月14日—2005年5月8日），別號孟湘，筆名沙雁、樵隱、顧向、南樵，臺灣作家。

## 生平
湖南省醴陵市人，空軍通信學校氣象班，中國文化大學新聞系畢業。
1956年開始文藝創作之路，最初寫詩和散文。創作之外，鄧文來長期從事編輯出版工作及文化服務，擅長寫邊疆小說。
1957年在宜蘭機場空軍氣象站服役、開始接觸第一份編務工作，擔任《宜蘭青年》（後改名青年生活）的編輯（1965年出任主編）；後擔任《婦友》月刊執行編輯、《中華文藝》主編、祕書等。
1972年開始，擔任華欣文化中心成立的「退伍軍人文藝工作者聯誼會」副總幹事，為軍中退役作家與藝術家服務。曾任華欣文化中心出版部主編、「中興獎學金」委員會執行秘書、「華欣書局」經理，及中國作家學會理事、青溪新文藝學會常務理事等。
榮獲救國團全國青年文藝篇小說獎、中國文藝協會中國文藝獎章小說創作獎、國軍新文藝短篇小說金像獎、散文銅像獎及光華文藝獎等。
與他共事二十年的作家司馬中原憶道：「文來終生服務他人，並引為樂事，這正是他最可貴的品德。」
司馬中原稱其短篇作品「多取自邊疆，充滿浪漫的氣韻」，「文壇上對於這位風度翩翩的湘籍才子都刮目相看，並贈他一個綽號─哈薩克」。
2005年5月8日病逝於台北國泰醫院，得年75歲。

## 創作風格與特色
鄧文來創作文類以散文、小說為主。小說充滿邊疆風光，曠野、牧馬、狂風沙，遼闊的想像力接承歷史的粗獷美。散文也細緻柔美，有思鄉的遊子情懷，對人間悲歡離合亦有深刻的呈現。

## 作品

### 散文
- 《佩刀》〔1957〕
- 《山河戀》〔1969〕
- 《望鄉曲》〔1971〕
- 《斜陽外》〔1974〕

### 小說
- 《輕煙》〔1967〕
- 《霜夜》〔1967〕
- 《秋歌悲笛》〔1968〕
- 《邊城恩怨》〔1968〕
- 《漠野風雲》〔1970〕
- 《煙之外》〔1971〕
- 《洛水瀟瀟》〔1972〕
- 《春潮》〔1974〕
- 《大漠蒼蒼》〔1977〕
- 《霹靂行》〔1983〕
- 《鷹愁村》〔1983〕
- 《弄月山莊》〔1984〕
- 《牧歌》〔1991〕
- 《雪狐》〔1991〕

### 散文、小說、合集
- 《鄧文來自選集》〔1977〕

## 荣誉
- 救國團全國青年文藝篇小說獎
- 中國文藝獎章(第12屆1971年小說創作獎)
- 國軍新文藝短篇小說金像獎、散文銅像獎、光華文藝獎